# Rathaus Reinickendorf (metropolitana di Berlino)
Rathaus Reinickendorf è una stazione della metropolitana di Berlino, sulla linea U8.